# Mihailo Lalić
Mihailo Lalić (en Михаило Лалић), né le 7 octobre 1914 à Trepča était un célèbre romancier de la littérature monténégrine et il est considéré comme d'un des plus grands écrivains monténégrins.

## Biographie
Mihailo Lalić est né Trepča, un village du nord-est du Monténégro situé près de la ville d'Andrijevica. Ses romans les plus importants sont Svadba, Zlo proljeće, Raskid, Hajka, Ratna sreća et Lelejska gora.
En 1973, il a reçu le prix NIN pour son roman Ratna sreća (Chance de guerre) et il fut aussi le premier récipiendaire du prix Njegoš pour Lelejska gora. Dans ses romans, il a peint les événements majeurs de l'histoire moderne du Monténégro, notamment ceux des guerres mondiales et en particulier la lutte entre les Partisans communistes de Tito et les Tchetniks royalistes.
Il a vécu à Herceg Novi et Belgrade et a appartenu à la fois à l'Académie serbe des sciences et des arts et à l'Académie monténégrine des sciences et des arts, dont il fut le vice-président. Il fut également membre du Conseil des jeunesses communistes de Yougoslavie (Savez komunističke omladine Jugoslavije) et membre du Parti communiste de Yougoslavie.

## Œuvres

### Nouvelles
- Izvidnica (« La Patrouille »), 1948.
- Prvi snijeg (« Première neige »), 1951.
- Na mjesečini (« Au clair de lune »), 1956.
- Posljednje brdo (« La dernière Colline »), 1967.

### Romans
- Svadba (« Le mariage »), 1950.
- Zlo proljeće (« Le Printemps du mal »), 1953.
- Raskid (« Séparation »), 1955.
- Lelejska gora (« Diable noir, mon frère », angl. « The Wailing Mountain »), 1957-1962.
- *Hajka (« La Poursuite »), 1960.
- Pramen tame (« Le Verrou des ténèbres »), 1970.
- Ratna sreća (« La Chance de la guerre »), 1973.
- Zatočnici (« Les Avocats »), 1976.
- Dokle gora zazeleni (« Jusqu'à ce que la montagne reverdisse »), 1982.
- Gledajući dolje na drumove, 1983.
- Odlučan čovjek, 1990.